# GSC2715-1950
GSC2715-1950 — хімічно пекулярна зоря спектрального класу A5, що має видиму зоряну величину в смузі V приблизно 10,0.

## Пекулярний хімічний склад
Зоряна атмосфера GSC2715-1950 має підвищений вміст 
Si
.